# Live & Smokin'
Richard Pryor: Live & Smokin ' es una película de conciertos de comedia estadounidense de 1971 dirigida por Michael Blum, quien también es director de fotografía y productor, protagonizada por Richard Pryor, quien también escribió. Es el primer acto de comedia de stand up de Richard Pryor que se filmó de los cuatro que se lanzaron en total. Esta película fue filmada en la ciudad de Nueva York a principios de enero de 1971. Este fue el primer acto de stand up que hizo Richard Pryor antes de llegar a la gran masa de gente. Con solo 48 minutos de metraje, es la más corta de las rutinas de stand up de Pryor.